# Тјепли Врх
Тјепли Врх (слч. Teplý Vrch) насељено је мјесто са административним статусом сеоске општине (слч. obec) у округу Римавска Собота, у Банскобистричком крају, Словачка Република.

## Становништво
| Година:    | 1994. | 2004.   | 2014.   | 2024.   |
| ---------- | ----- | ------- | ------- | ------- |
| Број људи: | 296   | 305     | 279     | 304     |
| Разлика:   |       | +3,04 % | -8,52 % | +8,96 % |

| Година:    | 2023. | 2024.   |
| ---------- | ----- | ------- |
| Број људи: | 303   | 304     |
| Разлика:   |       | +0,33 % |

Према подацима о броју становника из 2011. године насеље је имало 295 становника.